# Доња Каменица (Зворник)
Доња Каменица је насељено мјесто у граду Зворник, Република Српска, БиХ. Према прелиминарним подацима пописа становништва 2013. године, у насељу је живјело 974 становника. До 2012. године званичан назив насеља је био Каменица Доња, а тада се на основу „Одлуке о промјени назива насељеног мјеста Каменица Доња у Доња Каменица на подручју општине Зворник“ (Службени гласник Републике Српске 100/2012 од 30. октобра 2012. године) мења у садашњи назив.

## Становништво
| Демографија | Демографија | Демографија |
| Година      | Становника  | Становника  |
| ----------- | ----------- | ----------- |
| 1948.       | 524         |             |
| 1953.       | 763         |             |
| 1961.       | 997         |             |
| 1971.       | 1.033       |             |
| 1981.       | 1.262       |             |
| 1991.       | 1.391       |             |
| 2013.       | 974         |             |